# Miroslav Vulićević
Miroslav Vulićević (en serbe en écriture cyrillique : Мирослав Вулићевић), né le 29 mai 1985 à Raška en Yougoslavie (auj. en Serbie), est un footballeur international serbe, évoluant au poste d'arrière droit au FK Partizan Belgrade.
Vulićević n'a marqué aucun but lors de ses trois sélections avec l'équipe de Serbie depuis 2008.

## Carrière
- 2001-2003 : Bane Raška  Serbie-et-Monténégro
- 2003-2009 : Habitfarm Ivanjica  Serbie
  - 2006-déc. 2006 : FK Borac Čačak (prêt)  Serbie
- 2009-déc. 2013 : FK Vojvodina Novi Sad  Serbie
- depuis jan. 2014 : FK Partizan Belgrade  Serbie

## Palmarès

### En club
- Champion de Serbie en 2015 et 2017.
- Vainqueur de la Coupe de Serbie en 2016, 2017, 2018 et  2019

### En équipe nationale
- 3 sélections et 0 but avec l'équipe de Serbie depuis 2008.